# Trayvon Bromell
Trayvon Bromell (ur. 10 lipca 1995) – amerykański lekkoatleta specjalizujący się w biegach sprinterskich.
W 2013 zdobył brąz w biegu na 100 metrów oraz złoto w sztafecie 4 × 100 metrów podczas mistrzostw panamerykańskich juniorów. W 2014 startował na juniorskich mistrzostwach świata w Eugene, podczas których zdobył srebro w biegu na 100 metrów oraz stanął na najwyższym stopniu podium biegu rozstawnego 4 × 100 metrów. Brązowy medalista mistrzostw świata w Pekinie (2015). Na początku 2016 został halowym mistrzem świata w biegu na 60 metrów. Ósmy zawodnik biegu na 100 metrów podczas igrzysk olimpijskich w Rio de Janeiro (2016). W 2022 zdobył brązowy medal na mistrzostwach świata w Eugene w biegu na dystansie 100 metrów.
Złoty medalista mistrzostw NCAA.

## Osiągnięcia
| Rok  | Impreza                              | Miejsce        | Konkurencja             | Lokata     | Wynik |
| ---- | ------------------------------------ | -------------- | ----------------------- | ---------- | ----- |
| 2013 | Mistrzostwa panamerykańskie juniorów | Medellín       | bieg na 100 metrów      | 3. miejsce | 10,44 |
| 2013 | Mistrzostwa panamerykańskie juniorów | Medellín       | sztafeta 4 × 100 metrów | 1. miejsce | 39,17 |
| 2014 | Mistrzostwa świata juniorów          | Eugene         | bieg na 100 metrów      | 2. miejsce | 10,28 |
| 2014 | Mistrzostwa świata juniorów          | Eugene         | sztafeta 4 × 100 metrów | 1. miejsce | 38,70 |
| 2015 | Mistrzostwa świata                   | Pekin          | bieg na 100 metrów      | 3. miejsce | 9,92  |
| 2016 | Halowe mistrzostwa świata            | Portland       | bieg na 60 metrów       | 1. miejsce | 6,47  |
| 2016 | Igrzyska olimpijskie                 | Rio de Janeiro | bieg na 100 metrów      | 8. miejsce | 10,06 |
| 2016 | Igrzyska olimpijskie                 | Rio de Janeiro | sztafeta 4 × 100 metrów | –          | DQ    |
| 2021 | Igrzyska olimpijskie                 | Tokio          | bieg na 100 metrów      | półfinał   | 10,00 |
| 2021 | Igrzyska olimpijskie                 | Tokio          | sztafeta 4 × 100 metrów | eliminacje | 38,10 |
| 2022 | Mistrzostwa świata                   | Eugene         | bieg na 100 metrów      | 3. miejsce | 9,88  |

## Rekordy życiowe
- Bieg na 60 metrów (hala) – 6,47 (2016)
- Bieg na 100 metrów – 9,76 (2021) 6. wynik w historii światowej lekkoatletyki
- Bieg na 200 metrów (stadion) – 20,03 (2015) / 19,86 (2015)
- Bieg na 200 metrów (hala) – 20,19 (2015)

Do zawodnika należał rekord świata juniorów w biegu na 100 metrów (9,97 w 2014), który przetrwał do 30 kwietnia 2022.